# Эфендизаде, Шафига
Шафига Эфендизаде (азерб. Şəfiqə Əfəndizadə; 19 мая 1883, Ацкури, Тифлисская губерния — 1959, Баку) — активистка движения за права женщин Азербайджана, педагог и журналистка. Была автором многочисленных статей о защите прав и свобод женщин в различных изданиях, включая газету «Ишиг», газету «Азербайджан» и журнал «Шарг гадини». Активно участвовала в организации Клуба Али Байрамова, первого женского клуба в Азербайджане.
Была первой азербайджанской женщиной-журналистом и публицисткой, а также первой учительницей в Закавказье, преподававшей азербайджанский язык, а также первой женщиной-сотрудницей правительства Азербайджанской Демократической Республики.

## Биография
Родилась 19 марта 1883 года в селе Ацкури Ахалцихского уезда Тифлисской губернии в семье педагога Хафиза Мухаммадемина Шейхзаде. Свое первое образование она получила дома, вместе со своей младшей сестрой. В 1896 году ее семья переехала в Нуху, где в возрасте 14 лет Шафига начала преподавать в классе, созданном ее отцом для девочек. Позже она сдала экзамены в Религиозном совете Кавказа и в III Александровской мужской гимназии в Баку, получив сертификат на преподавание турецкого языка и законов шариата в начальных школах. В 1901 году она получила диплом преподавателя в Религиозном совете Кавказа в Тифлисе, и с того же года начала преподавать азербайджанский язык в Российской мусульманской школе-интернате для девочек имени императрицы Александры, основанной Гаджи Зейналабдином Тагиевым. Позже она активно занималась азербайджанским языком. Изучал персидский, русский и арабский языки, а также классическую восточную литературу. Кроме того, она вела занятия на курсах женского педагогического училища.
Шафига была замужем за Аладдином Эфандиевым, который также был учителем, и у них было двое сыновей: Адиль (1907 года рождения) и Фуад (1909 года рождения). В 1918 году, в мартовские дни, Шафига Эфендизаде и ее семья покинули Баку в конце августа и переехали в Ахалцихе, а оттуда в Стамбул. Во время путешествия она потеряла мужа и сестру. Шафига вернулась в Баку в апреле 1919 года.

## Карьера
Начала свою журналистскую карьеру в 1903 году со статьи под названием «Maarifpərvər rüf'ətli Məhəmməd Ağa Şaxtaxtinski hüzurialilərinə», опубликованной в 7-м номере газеты «Шарги-Русь». На протяжении всей своей карьеры она сотрудничала с изданиями, в которых также публиковала свои собственные литературные произведения, также рассказывала о важных событиях в общественной и политической жизни того периода, обсудив такие вопросы, как права женщин и притеснения, проблемы беженцев, образование и воспитание детей, школьная жизнь и другие важные вопросы.
В 1906 году приняла участие в Первом съезде учителей Азербайджана, состоявшемся в Баку. В связи с семейными обстоятельствами она взяла перерыв в своей работе между 1907 и 1909 годами. С 1909 по 1911 год возобновила свою карьеру в качестве преподавателя азербайджанского языка в I русско-татарской женской школе, а с 1911 по 1918 год работала во II русско-татарской женской школе в том же качестве. Эфендизаде и ее подруга Сакина Ахундзаде основали драматический кружок, предоставляя девушкам информацию о театральной культуре и актерском искусстве, а также знакомя их с новостями прессы того времени.
В 1914 году она опубликовала книгу под названием «Две сироты  или община Карима». Ее рассказы были посвящены различным аспектам жизни детей и были опубликованы в средствах массовой информации того периода. Владея арабским, персидским и русским языками, переводила некоторые произведения и статьи. Именно Шафига Эфендизаде написала первую рецензию на знаменитое произведение Джалиля Мамедгулузаде «Трупы» в 1916 году. Она написала статью о пьесе в газете «Ачиг соз».
В апреле 1917 года в здании Исмаилия в Баку состоялся съезд мусульман Кавказа. В нем, наряду с представителями различных социальных слоев, приняли участие только три женщины: Сара Талышинская, Шафига Эфендизаде и Сара Вазирова. Ее речь вызвала дискуссию, поскольку речь шла об образовании восточных женщин, открытии женских школ и театров.
По возвращении из Стамбула в 1919 году Шафига Эфендизаде стала членом редколлегии газеты «Азербайджан». Ее статья под названием «Təşkilatın qadınlara təsiri» была опубликована в 190-м номере газеты, посвященном годовщине Азербайджанской Демократической Республики. В течение этого времени она участвовала во всех мероприятиях парламента республики, делая записи в качестве стенографистки во время заседаний. С принятием Парламентом АДР Конституции 21 июля 1919 года азербайджанские женщины впервые получили право занимать должности в государственном управлении. Шесть сотрудников парламентского бюро регистрации актов гражданского состояния были женщинами, и Шафига Эфендизаде была назначена помощником директора бюро регистрации актов гражданского состояния.
В годы советской власти она активно участвовала в организации клуба Али Байрамова в 1920 году, где также преподавала на курсах. С 1920 по 1926 год она работала преподавателем в Дарюлмуэллимат (педагогическом училище, готовившем женский преподавательский состав). В эти годы, наряду с преподавательскими обязанностями, она продолжала заниматься публицистической деятельностью. В 1923 году она была избрана членом редколлегии журнала "Шарг гадини", занимая должность его редактора и заведующей литературным отделом. Шафига Эфендизаде была назначена членом Центрального исполнительного комитета Азербайджанской ССР в 1923 году.
До 1932 года она активно занималась педагогической деятельностью, выступая на женских конференциях и съездах, проходивших на Кавказе, в Москве и по всей Азербайджанской ССР. Среди ее учениц были такие известные личности, как Айна Султанова и Мирварид Дилбази.

## Смерть
Скончалась в Баку 29 июля 1959 года.

## Память
В честь Шафиги Эфендизаде была названа 13-я общеобразовательная школа в Баку.